# Cryptantha affinis
Cryptantha affinis är en strävbladig växtart som först beskrevs av Samuel Frederick Gray, och fick sitt nu gällande namn av Edward Lee Greene. Cryptantha affinis ingår i släktet Cryptantha, och familjen strävbladiga växter. Inga underarter finns listade i Catalogue of Life.